# Julius Schmidt (Prähistoriker)

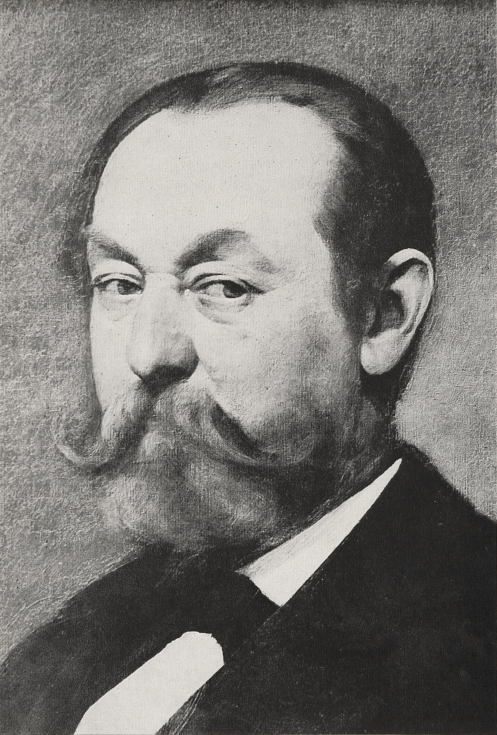
Julius Schmidt

Julius Schmidt (* 8. August 1823 in Sangerhausen; † 14. Oktober 1897 in Halle (Saale)) war ein deutscher Bergbau- und Hütteningenieur, Historiker, Kunsthistoriker, Heimatforscher und Prähistoriker.

## Leben
Julius Schmidt besuchte verschiedene Schulen in Sangerhausen, Freiberg und Aschersleben. 1847 begann er in Berlin ein Studium der neuen Sprachen und lernte Englisch und Spanisch. 1848 ging er ans Polytechnikum nach Dresden und anschließend nach Freiberg, wo er Mineralogie, Geognosie, Chemie und Hüttenkunde studierte. Ab 1851 war er in Mittel- und Südamerika im Bergbau- und Hüttenwesen tätig. In Mittelamerika besuchte er zudem die alten Maya-Städte Copán und Quirigua. 1861 kehrte er nach Europa zurück. 
In den folgenden Jahren lebte er in Dresden, Nürnberg, Weimar, Stuttgart und Sangerhausen und stellte private Studien zur Geschichte, Heimatkunde, Kunstgeschichte und Altertumskunde an. Er unternahm Forschungsreisen nach Frankreich, Italien, Österreich, Dalmatien und Griechenland. In Athen machte er die Bekanntschaft von Heinrich Schliemann.
1869 promovierte Schmidt an der Universität Leipzig mit der Arbeit Der Serpentin und die Geschichte der sich auf sein Vorkommen in Sachsen gründenden Industrie. 1890 übersiedelte er nach Halle (Saale), wo er am 1. Juli die Nachfolge von Hans von Borries als Direktor des Provinzialmuseums, des heutigen Landesmuseums für Vorgeschichte, antrat. In den folgenden Jahren führte er zahlreiche Ausgrabungen durch. 1894 wurde er von der Universität Halle-Wittenberg zum Professor ernannt. Am 14. Oktober 1897 starb Julius Schmidt. Sein Nachfolger in der Funktion des Museumsdirektors wurde Rudolf Kautzsch.
Er war Herausgeber des ersten Bands der Mitteilungen aus dem Provinzial-Museum der Provinz Sachsen zu Halle a.d. Saale.

## Schriften
- Der Serpentin und die Geschichte der sich auf sein Vorkommen in Sachsen gründenden Industrie (1869)
- Beschreibende Darstellung der älteren Bau- und Kunstdenkmäler des Kreises Sangerhausen (1882)
- Die Steinbildwerke von Copán und Quirigua (1883)
- Beschreibende Darstellung der älteren Bau- und Kunstdenkmäler der Stadt Nordhausen (1888)
- Beschreibende Darstellung der älteren Bau- und Kunstdenkmäler des Kreises Grafschaft Hohenstein (1889)